# Leilani Estates
Leilani Estates est une zone de recensement des États-Unis (census-designated place)  située dans le district de Puna, dans le comté d'Hawaï de l'État du même nom, dans le Sud-Est de l'île d'Hawaï.
La localité se trouve sur les flancs du Kīlauea, au nord-est de sa caldeira sommitale. Une partie a été détruite lors de l'éruption du volcan en 2018.